# Charaxes tristis
Charaxes tristis är en fjärilsart som beskrevs av Schultze 1914. Charaxes tristis ingår i släktet Charaxes och familjen praktfjärilar. Inga underarter finns listade i Catalogue of Life.